# Charles Grafton Page

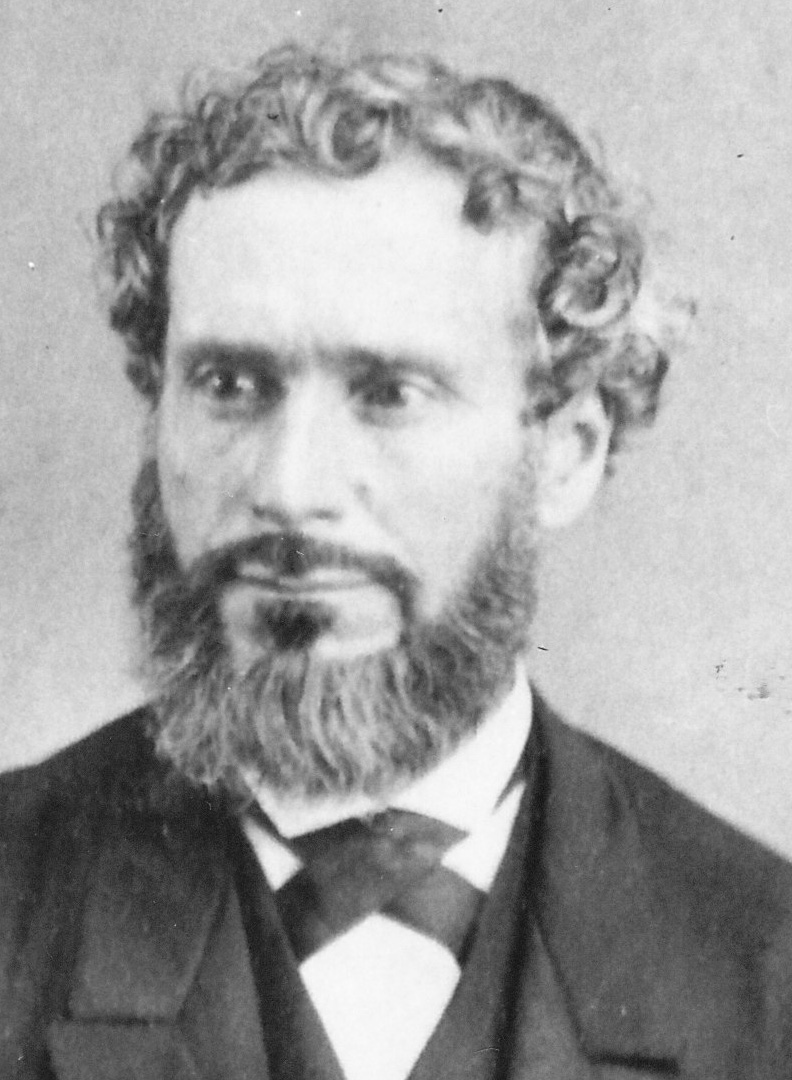
Charles Grafton Page (um 1860)

Charles Grafton Page (* 25. Januar 1812 in Salem, Massachusetts; † 5. Mai 1868 in Washington, D.C.) war ein US-amerikanischer Erfinder auf dem Gebiet der Elektrotechnik.

## Leben
Charles Grafton Page erwarb 1832 einen akademischen Grad in Naturwissenschaften an der Harvard University, anschließend studierte er Medizin in Boston. Von 1836 bis 1841 praktizierte er als Arzt, zunächst in seiner Geburtsstadt Salem, ab 1838 in Virginia, daneben unternahm er elektrotechnische Experimente. 1841 gab er den Arztberuf auf und wurde als einer von zwei Chefprüfern an das Patentamt der USA (United States Patent Office) nach Washington D. C. berufen. 1842 wurde er in die American Academy of Arts and Sciences gewählt. Das Amt des Chefprüfers übte er zunächst bis 1852, dann erneut von 1861 bis zu seinem Tod aus. 1863 zerstörten Unionstruppen im Sezessionskrieg sein Laboratorium in Washington, danach stellte Page seine Experimente ein.

## Bedeutung

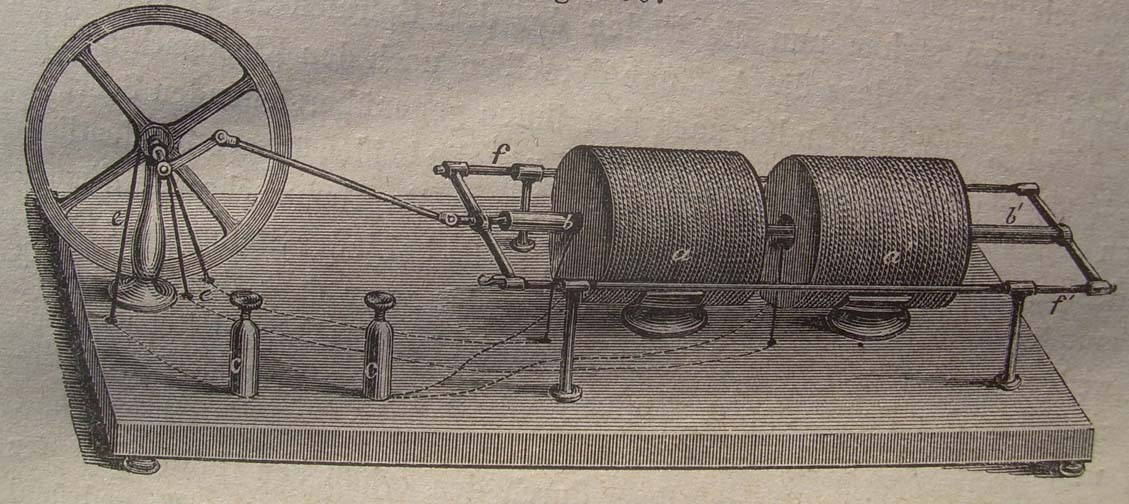
Kurbeltrieb-Elektromotor nach Page

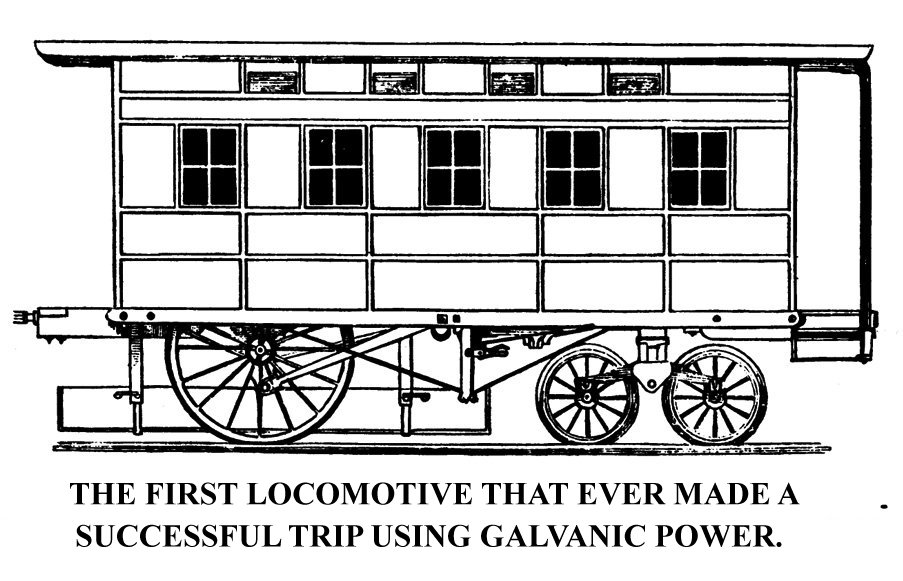
Elektrolokomotive von Charles G. Page, 1851

1836, fünf Jahre nach Entdeckung der elektromagnetischen Induktion durch Michael Faraday, erfand Charles Grafton Page die erste mit Hochspannung betriebene Induktionsspule. Deren Technik wurde Grundlage zahlreicher Zündungen im Automobilbau des 20. Jahrhunderts. 1838 konstruierte er einen elektromagnetischen Motor mit Kurbeltrieb, einen der ersten Elektromotoren der Technikgeschichte. Zu seinen weiteren Erfindungen gehören unter anderem der freiauslösende Leitungsschutzschalter, ein Drehspul-Galvanometer und eine Doppelhelix für den Induktionsmagnetismus. In den 1840er Jahren konstruierte er technische Ausrüstungsgegenstände für die Morsetelegrafie.
Page begann 1850 nahe Washington D.C. mit einem staatlichen Zuschuss von 20.000 Dollar den Bau einer von zwei Elektromotoren getriebenen Lokomotive. Die 15 kW starken Kurbeltriebmotoren bestanden prinzipiell aus jeweils zwei Spulen mit einem darin eingelassenen Stabanker. Dieser wurde durch wechselweises Einschalten der Spulen wie in einer Kolbendampfmaschine hin und her bewegt. Diese oszillierende (englisch reciprocating) Bewegung wurde mit einer Kurbelstange auf die Treibräder eines dreiachsigen Wagens übertragen. Gespeist wurden die Motoren aus einer gewaltigen, 50 Elemente umfassenden Batterie, die den Wagen auf ein Gewicht von 12 Tonnen brachte. Bei der Probefahrt am 29. April 1851 erreichte diese Lokomotive kurzzeitig eine Geschwindigkeit von 31 km/h, doch durchbrennende Isolierungen und unter den Erschütterungen brechende Batterieelemente führten dazu, dass die Fahrt nach 40 Minuten weit vor dem Ziel abgebrochen werden musste. Dabei handelte es sich um die zweite Elektrolokomotive, die unter freiem Himmel auf einer realen Bahnstrecke erprobt wurde. Zuvor hatte Robert Davidson seine Maschine „Galvani“, die nach ähnlichen Prinzipien wie Pages Fahrzeug arbeitete, 1842 auf Gleisen in Schottland getestet. Frühere Konstruktionen von elektrogetriebenen Schienenfahrzeugen von Thomas Davenport (Vermont 1835) und Johann Philipp Wagner (Frankfurt am Main 1840) kamen nicht über den Status von unter Laborbedingungen getesteten Modellen hinaus.
Charles Grafton Page war Mitherausgeber des American Polytechnic Journal, er verfasste etwa 40 Arbeiten (meist Aufsätze) zu elektrotechnischen Themen. 2006 wurde er in die National Inventors Hall of Fame aufgenommen.

## Buchveröffentlichungen
- Electricity vs. Steam (zusammen mit Thomas Hart Benton). Towers, Washington, 1849
- Psychomancy Spirit-Rappings and Table-Tippings. Appleton, New York 1853
- History of Induction. The American Claim to the Induction Coil and its Electrostatic Developments. Intelligencer Printing House, Washington 1867